# Fyfield (Essex)
Fyfield is een civil parish in het bestuurlijke gebied Epping Forest, in het Engelse graafschap Essex met 796 inwoners.